# Taphozous mauritianus
Taphozous mauritianus là một loài động vật có vú trong họ Dơi bao, bộ Dơi. Loài này được E. Geoffroy mô tả năm 1818.

## Hình ảnh

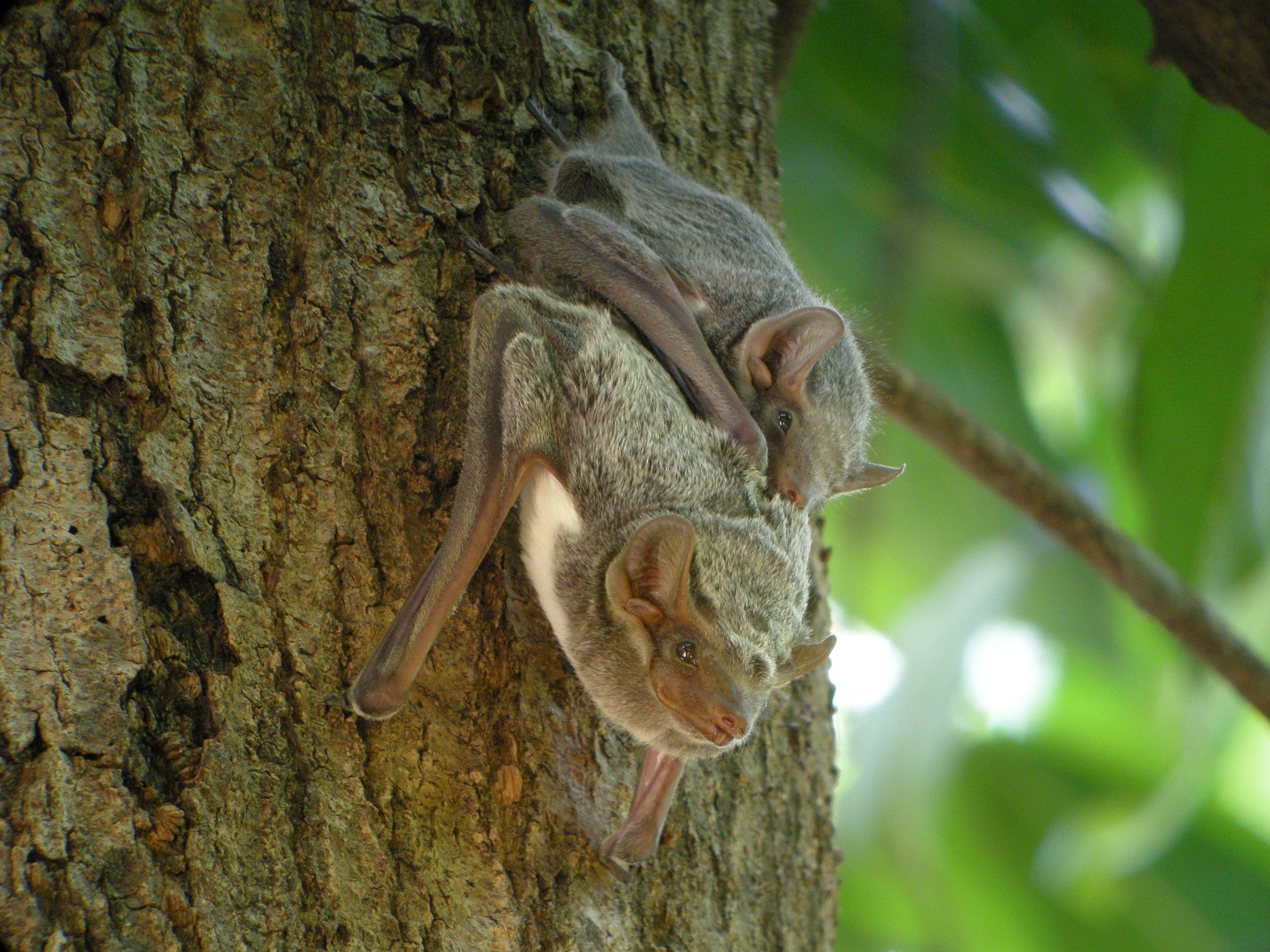
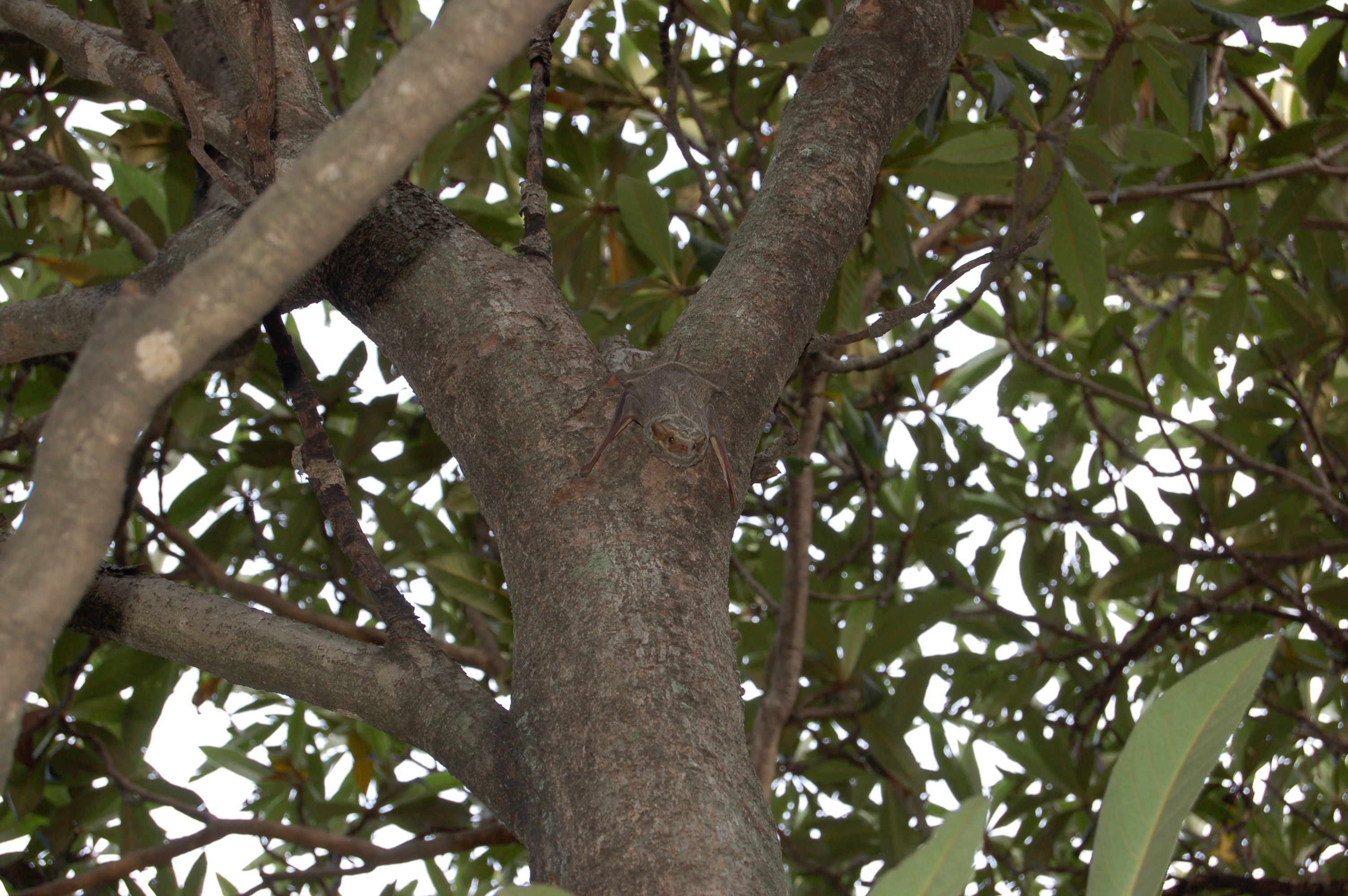
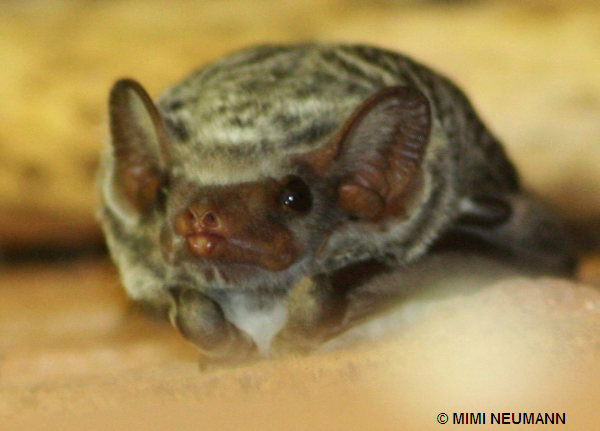
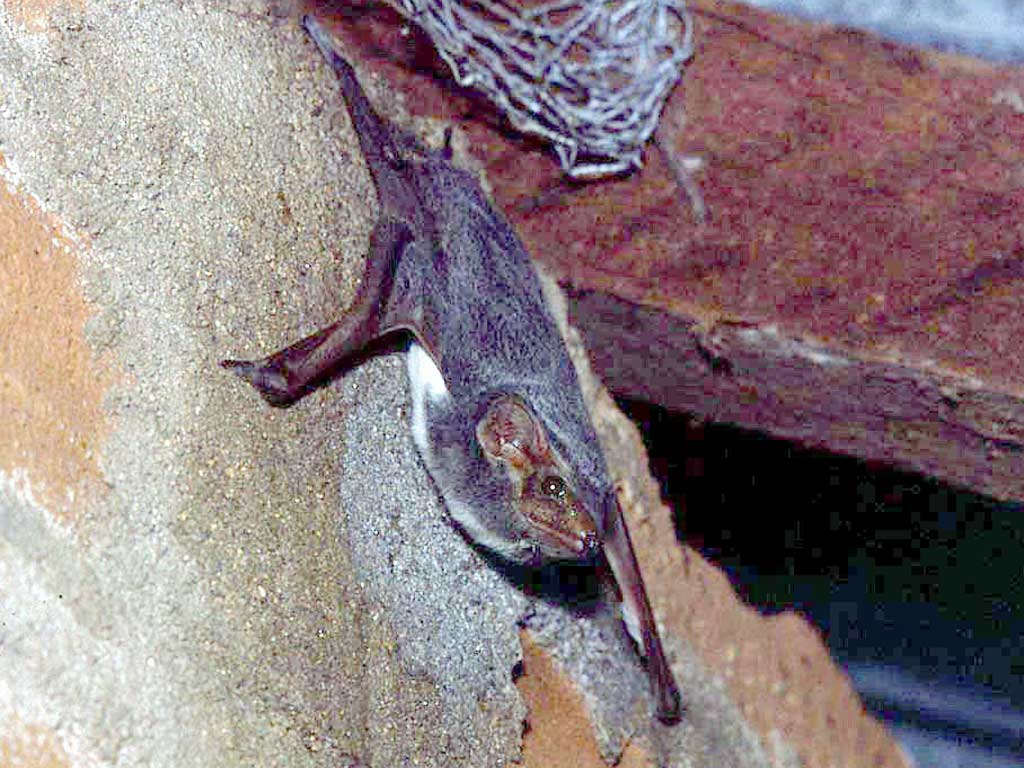